# Belisario Domínguez, Altotonga
Belisario Domínguez är en ort i Mexiko.   Den ligger i kommunen Altotonga och delstaten Veracruz, i den sydöstra delen av landet, 230 km öster om huvudstaden Mexico City. Belisario Domínguez ligger 925 meter över havet och antalet invånare är 285.
Terrängen runt Belisario Domínguez är huvudsakligen kuperad, men söderut är den bergig. Terrängen runt Belisario Domínguez sluttar norrut. Runt Belisario Domínguez är det ganska tätbefolkat, med 129 invånare per kvadratkilometer. Närmaste större samhälle är Misantla, 16,9 km öster om Belisario Domínguez. Omgivningarna runt Belisario Domínguez är en mosaik av jordbruksmark och naturlig växtlighet.